# Gonzalo Castro
Gonzalo Castro Randon (født 11. juni 1987 i Wuppertal, Vesttyskland) er en tysk fodboldspiller af spansk afstamning, der spiller for Borussia Dortmund. Han har tidligere spillet hos Bayer Leverkusen.
I starten af sin karriere optrådte han på højre back positionen, men fik senere sit ønske opfyldt at spille på midtbanen. 

## Landshold
Castro står (pr. april 2018) noteret for fem kampe for Tysklands landshold, som han debuterede for den 28. marts 2007 i en venskabskamp mod Danmark.